# Onthophagus conspicuus
Onthophagus conspicuus là một loài bọ cánh cứng trong họ Bọ hung (Scarabaeidae).